# Одернгайм-ам-Глан
Одернгайм-ам-Глан (нім. Odernheim am Glan) — громада в Німеччині, розташована в землі Рейнланд-Пфальц. Входить до складу району Бад-Кройцнах. Складова частина об'єднання громад Бад-Зобернгайм.
Площа — 13,26 км2. Населення становить 1707 ос. (станом на 31 грудня 2020).

## Галерея

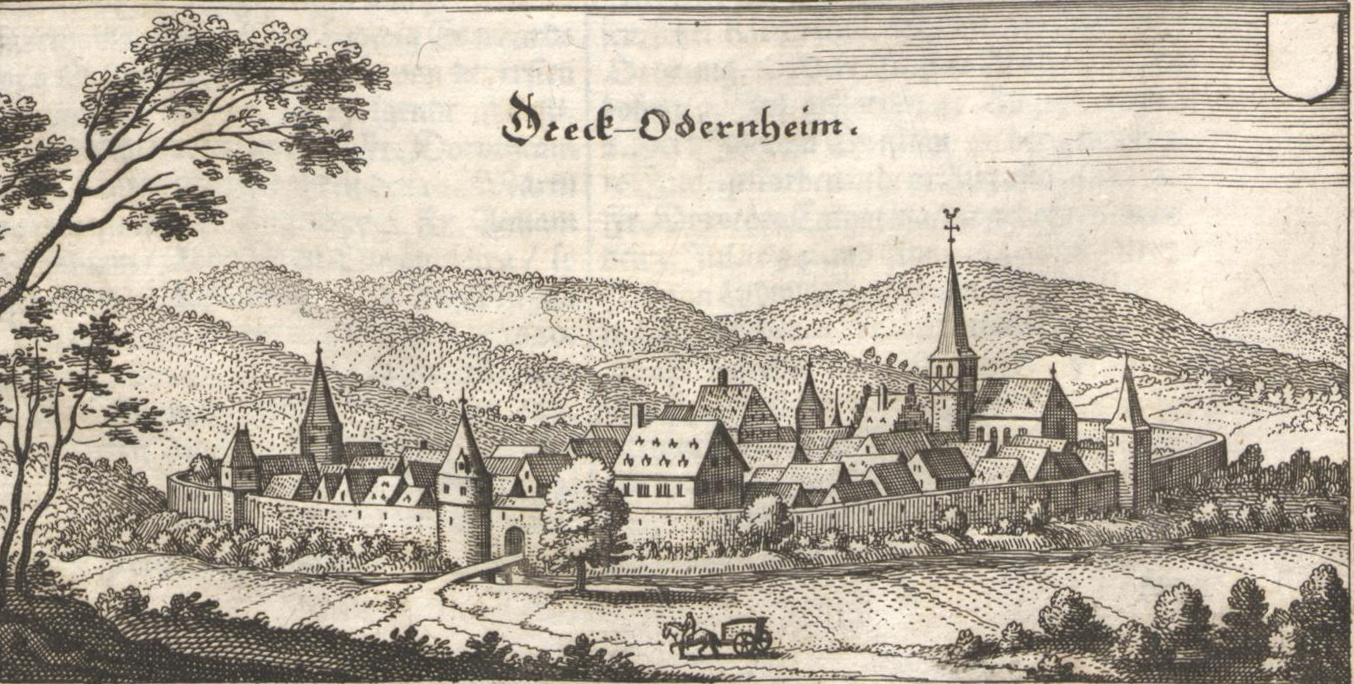
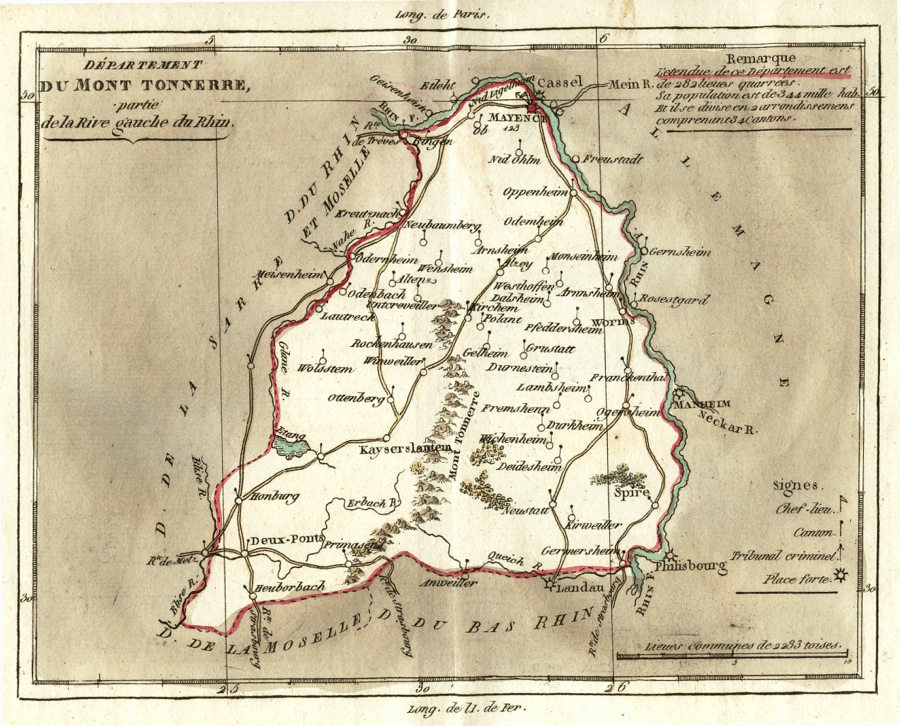
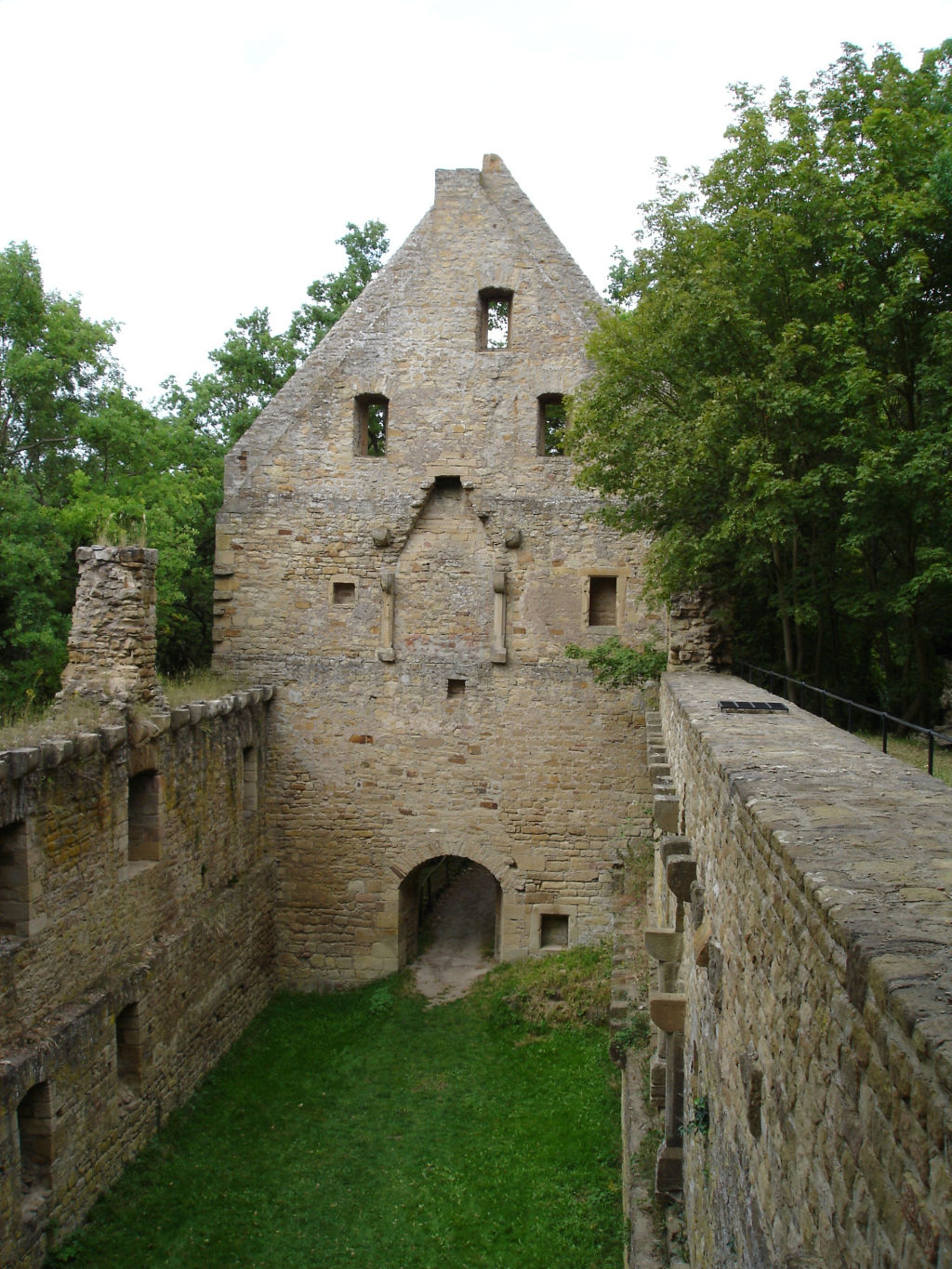